# 第79届奥斯卡金像奖
第79届奥斯卡颁奖典礼是美国电影艺术与科学学院旨在奖励2006年最优秀电影的一场晚会，于太平洋时区2007年2月25日下午17点30分（北美东部时区晚上20点30分）在美国加利福尼亚州洛杉矶好莱坞的杜比剧院举行，共计颁发了24座奥斯卡金像奖（也称学院奖）。晚会通过在美国直播，由劳拉·泽斯金担任制片人，路易斯··霍维茨导演，女演员艾伦·德杰尼勒斯首次担任主持人。两个星期前的2月10日，另一位女演员玛吉·吉伦哈尔在比佛利山的比佛利山威尔希尔酒店主持颁发了奥斯卡科技成果奖。
《无间道风云》赢得了包括最佳影片和导演在内的四项大奖，是这个夜晚的最大赢家。其它获奖电影包括胜出三项的《潘神的迷宫》，获奖两项的《难以忽视的真相》、《梦女孩》和《阳光小美女》，以及胜出一项的《通天塔》、《颍州的孩子》、《丹麦诗人》（The Danish Poet）、《快乐的大脚》、《末代独裁》、《硫磺岛的来信》、《窃听风暴》、《绝代艳后》、《加勒比海盗2：聚魂棺》、《女王》和《西岸故事》（West Bank Story）。晚会的电视直播平均吸引了近四千万美国观众收看。

## 获奖和提名
第79届奥斯卡金像奖提名名单于2007年1月23日由学院主席希德·甘尼斯（Sid Ganis）和女演员萨尔玛·海耶克一起在比佛利山的塞缪尔·戈尔德温剧院公布。《梦女孩》以8项提名领跑，《通天塔》以7项紧随其后。截至2014年，《梦女孩》仍然是仅有的一部获提名数量最多，但其中却没有最佳影片奖提名的电影。
获奖名单在2007年2月25日举行的颁奖典礼上公布。获影帝提名的彼得·奥图尔仍然未能获奖，成为从未胜出演员中获提名次数最多的一位。获女配角奖的詹妮弗·哈德森成为历史上第十五位凭电影处女作获奖的演员。《难以忽视的真相》插曲成为第一首获原创歌曲奖的纪录片插曲。

### 奖项

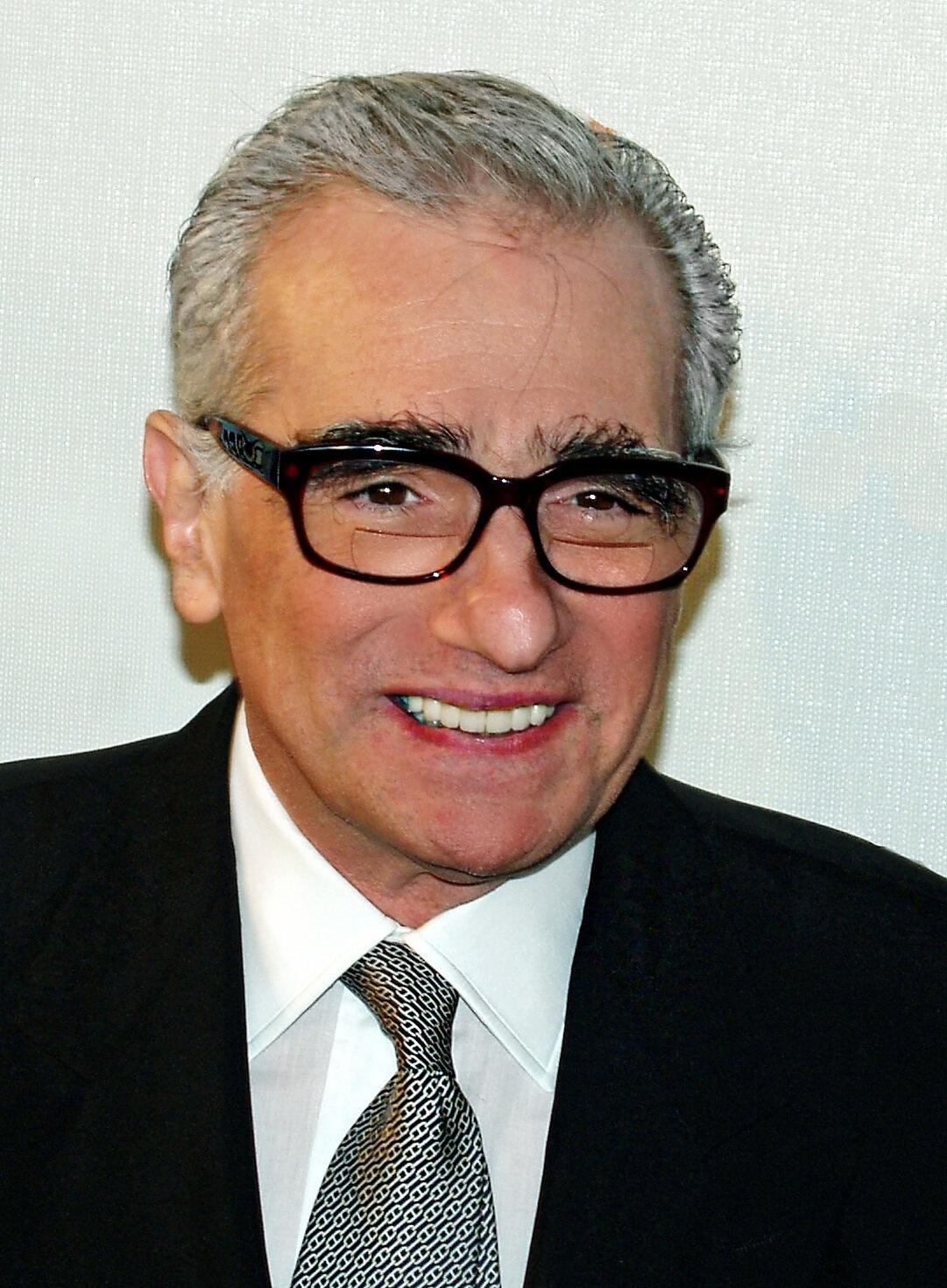
马丁·斯科塞斯因《无间道风云》获导演奖

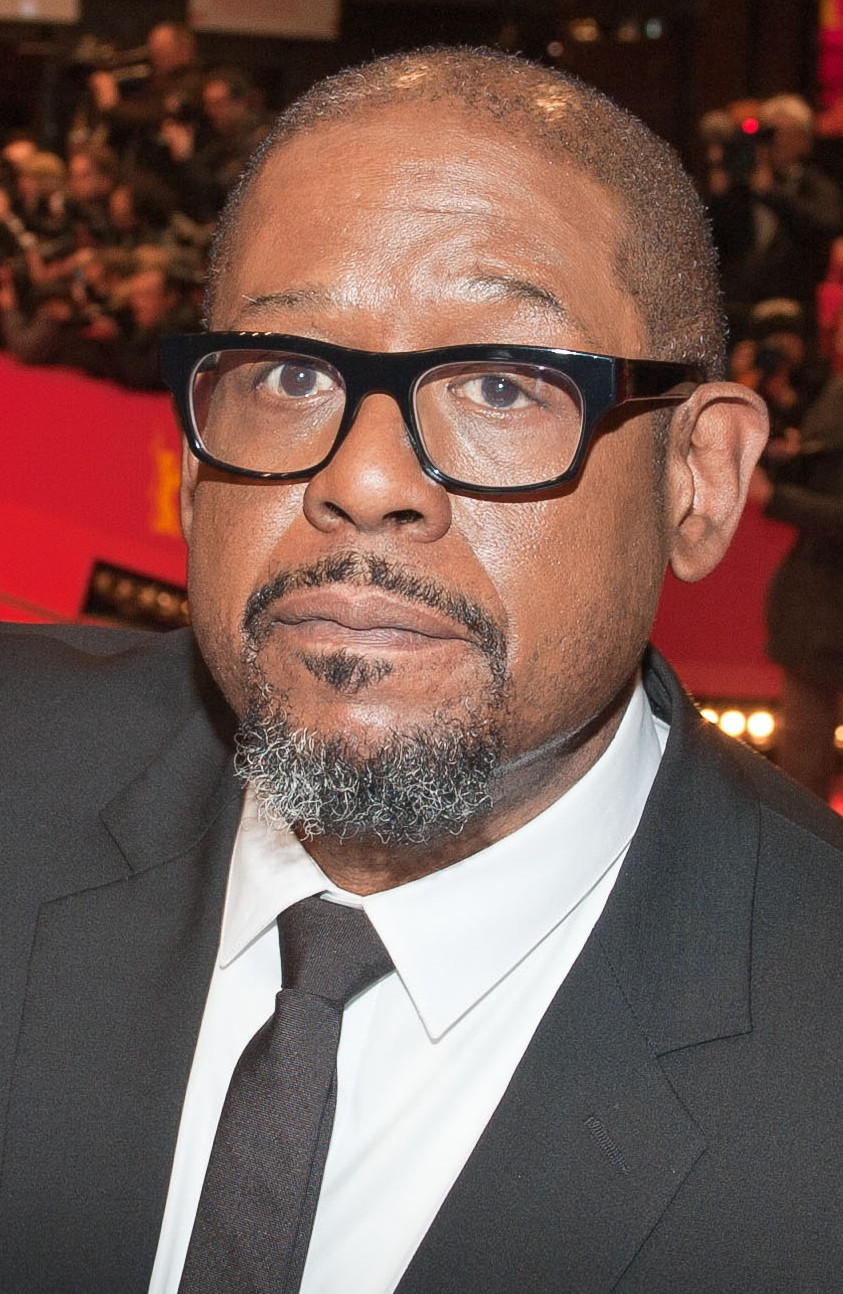
福里斯特·惠特克因《末代独裁》获男主角奖

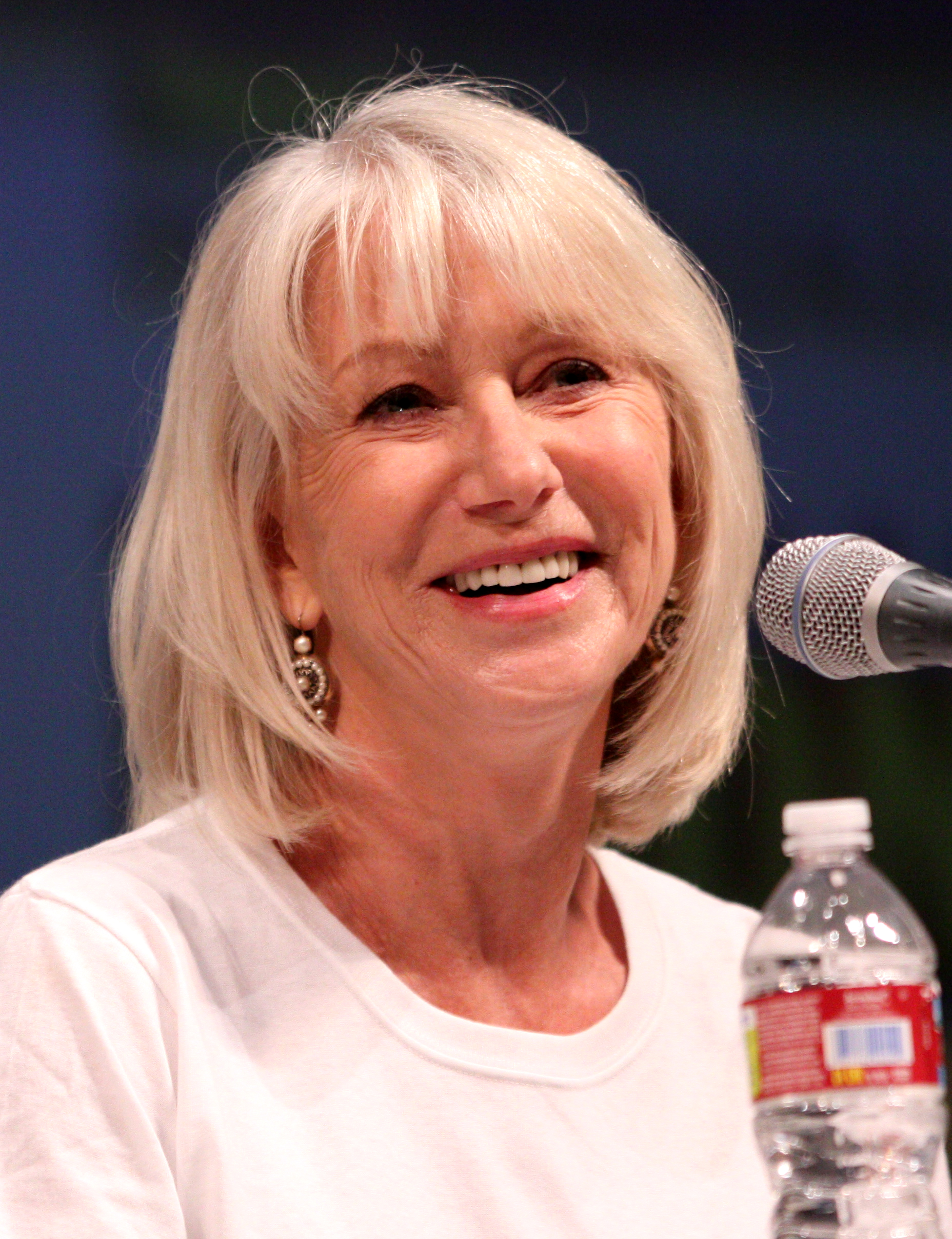
海伦·米伦因《女王》获女主角奖

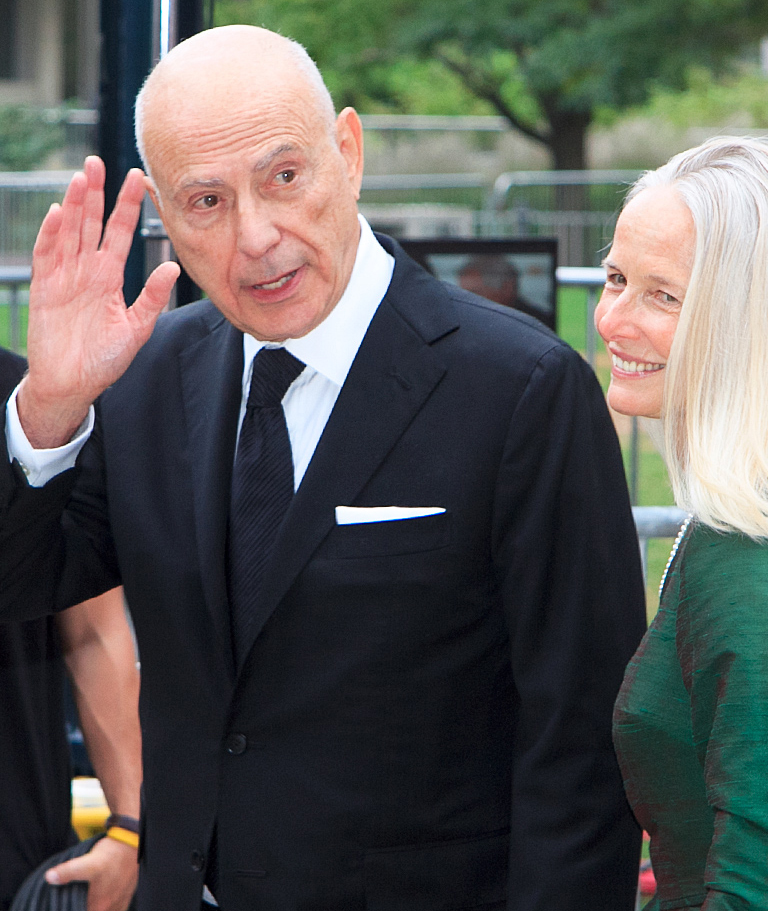
艾伦·阿金因《阳光小美女》获男配角奖

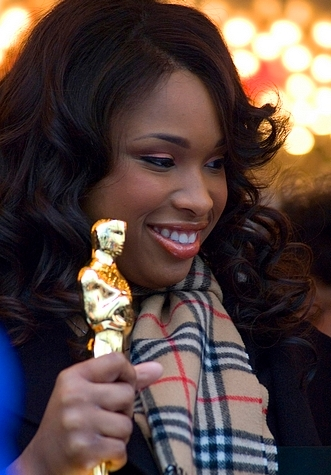
詹妮弗·哈德森因《梦女孩》获女配角奖

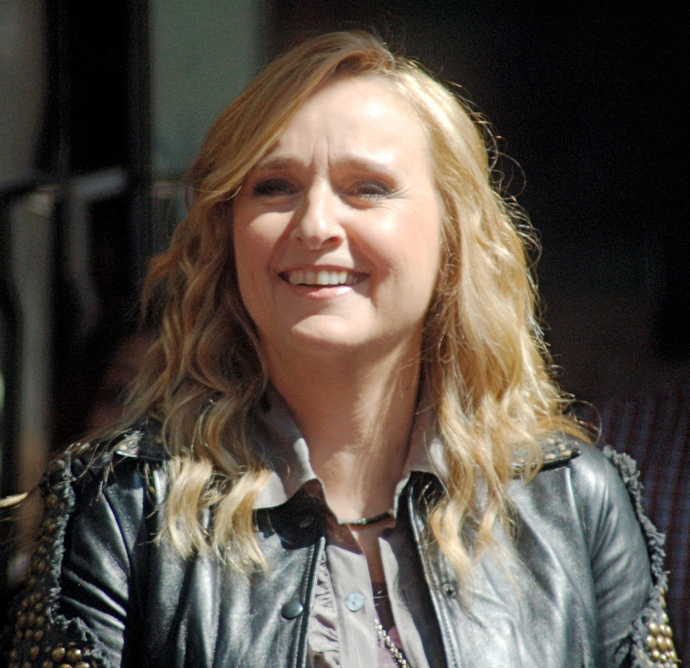
梅莉莎·埃瑟里奇因“I Need to Wake Up”获原创歌曲奖

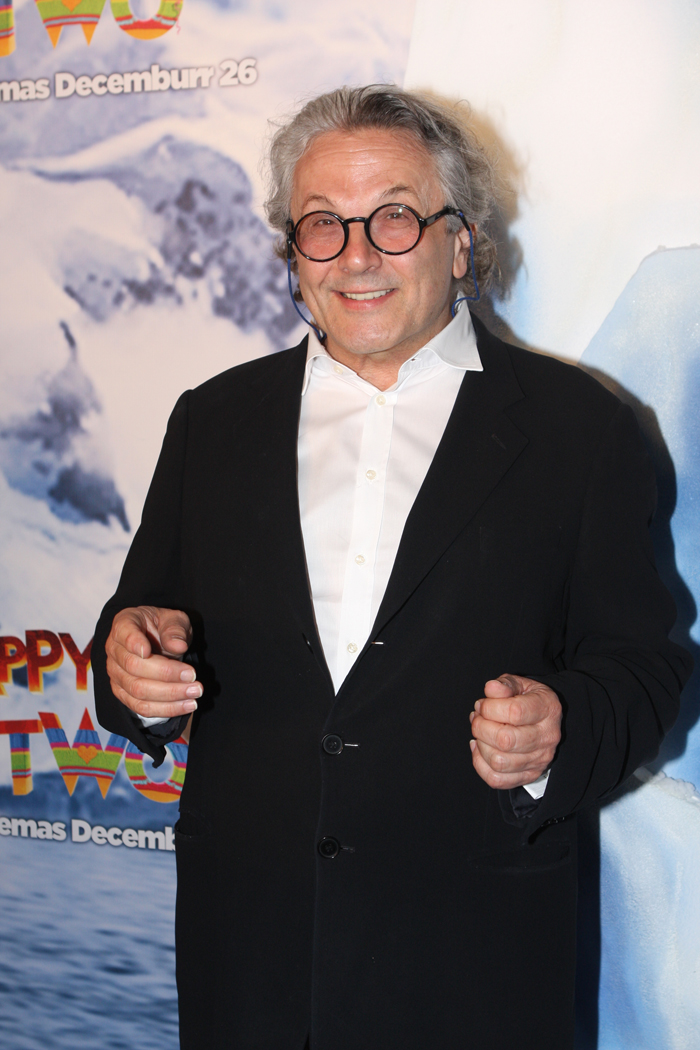
乔治·米勒因《快乐的大脚》获动画长片奖

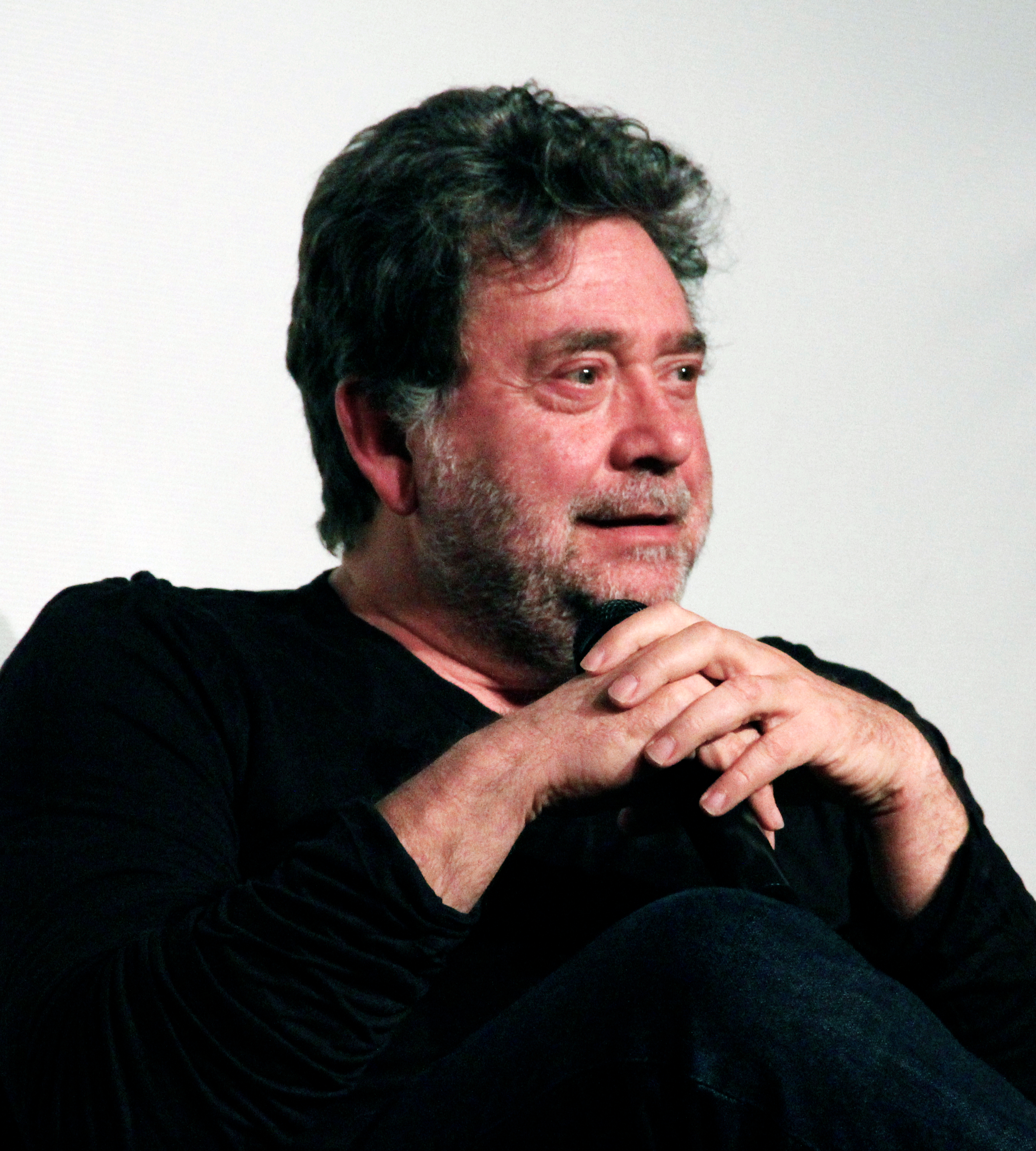
吉列尔莫·纳瓦罗因《潘神的迷宫》获摄影奖

获奖作品列在最上方一行，并且右侧会附上‡符号：
| 最佳影片 | 导演 |
| --- | --- |
| - 《无间道风云》——格拉汉姆·金（Graham King）‡ - 《通天塔》——亚利桑德罗·冈萨雷斯·伊纳里多、乔恩·齐力克（Jon Kilik）和史蒂夫·戈林（Steve Golin） - 《硫磺岛的来信》——克林特·伊斯特伍德、斯蒂芬·斯皮尔伯格和罗伯特·洛伦兹（Robert Lorenz） - 《阳光小美女》——大卫·T·弗伦德利（David T. Friendly）、彼得·萨拉夫（Peter Saraf）和马克·图特尔陶布（Marc Turtletaub） - 《女王》——安迪·哈里斯（Andy Harries）、克莉丝汀·兰根（Christine Langan）和特蕾西·西沃德（Tracey Seaward）                                                               | - 马丁·斯科塞斯——《无间道风云》‡ - 克林特·伊斯特伍德——《硫磺岛的来信》 - 斯蒂芬·弗里尔斯——《女王》 - 亚利桑德罗·冈萨雷斯·伊纳里多——《通天塔》 - 保羅·葛林葛瑞斯——《93航班》 |
| 男主角 | 女主角 |
| - 福里斯特·惠特克——《末代独裁》‡ - 莱昂纳多·迪卡普里奥——《血钻》 - 瑞恩·高斯林——《半个尼尔森》（Half Nelson） - 彼得·奥图尔——《末路爱神》（Venus） - 威尔·史密斯——《当幸福来敲门》 | - 海伦·米伦——《女王》‡ - 佩内洛普·克鲁兹——《回归》 - 朱迪·丹奇——《丑闻笔记》 - 梅丽尔·斯特里普——《穿普拉达的女王》 - 凯特·温丝莱特——《身为人母》 |
| 男配角 | 女配角 |
| - 艾伦·阿金——《阳光小美女》‡ - 杰基·厄尔·哈利——《身为人母》 - 杰曼·翰苏——《血钻》 - 艾迪·墨菲——《梦女孩》 - 马克·沃尔伯格——《无间道风云》 | - 詹妮弗·哈德森——《梦女孩》‡ - 艾德里安娜·巴拉扎（Adriana Barraza）——《通天塔》 - 凯特·布兰切特——《丑闻笔记》 - 艾碧·貝絲琳——《阳光小美女》 - 菊地凜子——《通天塔》 |
| 原著剧本 | 原著改编 |
| - 《阳光小美女》——迈克尔·阿恩特‡ - 《通天塔》——吉勒莫·亚瑞格 - 《硫磺岛的来信》——山下爱丽斯和保罗·哈吉斯 - 《潘神的迷宫》——吉尔莫·德尔·托罗 - 《女王》——彼得·摩根 | - 《无间道风云》——威廉·莫纳汉（William Monahan）改编自麦兆辉和庄文强制作的电影《无间道》‡ - 《波拉特》——沙查·巴隆·科恩、彼得·贝恩汉姆（Peter Baynham）、安东尼·海恩斯（Anthony Hines）、丹·马泽（Dan Mazer）和陶德·菲利普斯根据沙查·巴隆·科恩电视节目中的同名角色改编 - 《人类之子》——艾方索·柯朗、蒂莫西··塞克斯顿（Timothy J. Sexton）、大卫·新太（David Arata）、马克·弗格斯（Mark Fergus）和霍克·奥斯比（Hawk Ostby）改编自P·D·詹姆斯的同名小说 - 《身为人母》——托德·菲尔德（Todd Field）和汤姆·佩罗塔（Tom Perrotta）改编自汤姆·佩罗塔的同名小说 - 《丑闻笔记》—— 派崔克·马柏（Patrick Marber）改编自佐伊·海勒（Zoë Heller）的同名小说 |
| 动画长片 | 外语片 |
| - 《快乐的大脚》——乔治·米勒‡ - 《赛车总动员》——约翰·雷斯特 - 《怪兽屋》——吉尔·克兰（Gil Kenan） | - 《窃听风暴》（ 德国，德语）——弗洛里安·亨克尔·冯·杜能斯马克‡ - 《婚礼之后》（Efter brylluppet， 丹麦，丹麦语、印地语和瑞典语）——苏珊娜·比尔 - 《光荣岁月》（Indigènes， 阿尔及利亚，阿拉伯语）——拉契得·波查拉（Rachid Bouchareb） - 《潘神的迷宫》（ 墨西哥，西班牙语）——吉尔莫·德尔·托罗 - 《水》（वाटर， 加拿大，印地语）——迪帕·梅赫塔 |
| 纪录长片 | 纪录短片 |
| - 《难以忽视的真相》——戴维斯·古根海姆‡ - 《大急救》（Deliver Us from Evil）——艾米·博格（Amy Berg）和弗兰克·唐纳（Frank Donner） - 《伊拉克碎片》（Iraq in Fragments）——詹姆斯·朗利（James Longley）和约翰·辛诺（John Sinno） - 《基督营》（Jesus Camp）——海迪·埃温（Heidi Ewing）和雷切尔·格雷迪（Rachel Grady） - 《伊拉克，我的祖国》（My Country, My Country）——劳拉·波伊特拉斯（Laura Poitras）和乔斯林·格雷泽（Jocelyn Glatzer） | - 《颍州的孩子》——杨紫烨和托馬斯·列儂‡ - 《我们的世界是个垃圾场》（Recycled Life）——莱斯利·伊沃克斯（Leslie Iwerks）和迈克·格拉德（Mike Glad） - 《预演梦想》（Rehearsing a Dream）——凯伦·古德曼（Karen Goodman）和柯克·西蒙（Kirk Simon） - 《双手》（Two Hands: The Leon Fleisher Story）——纳撒尼尔·卡恩（Nathaniel Kahn）和苏珊·罗斯·贝尔（Susan Rose Behr） |
| 短片 | 动画短片 |
| - 《西岸故事》——阿里·桑戴尔（Ari Sandel）‡ - 《宾塔和好主意》（Binta y la Gran Idea）——哈维尔·费舍尔（Javier Fesser）和路易斯·曼索（Luis Manso） - 《一个也太多》（éramos Pocos）——鲍嘉·科贝加（Borja Cobeaga） - 《海默父子》（Helmer & søn）——索伦·皮尔马克（Søren Pilmark）和金·马格努松（Kim Magnusson） - 《救世主》（The Saviour）——彼得·汤普曼（Peter Templeman）和斯图尔特·帕金（Stuart Parkyn） | - 《丹麦诗人》——特丽尔·柯弗（Torill Kove）‡ - 《绑架课》——加里·里德斯特罗姆 - 《卖火柴的小女孩》（The Little Matchgirl）——罗杰·阿勒斯（Roger Allers）和唐·翰（Don Hahn） - 《大歌唱家》（Maestro）——吉扎··塔什（Géza M. Tóth） - 《松鼠，坚果和时间机器》（No Time for Nuts）——克里斯·雷纳德（Chris Renaud）和麦克尔·特米尔（Michael Thurmeier） |
| 原创配乐 | 原创歌曲 |
| - 《通天塔》——古斯塔沃·桑塔欧拉拉‡ - 《德国好人》（The Good German）——托马斯·纽曼 - 《丑闻笔记》——菲利普·格拉斯 - 《潘神的迷宫》——哈维尔·纳瓦雷特（Javier Navarrete） - 《女王》——亚历山大·德斯普拉 | - “”（《难以忽视的真相》插曲）——词曲：梅莉莎·埃瑟里奇‡ - “”（《梦女孩》插曲）——作曲：亨利·克里格（Henry Krieger）和斯科特·卡特勒（Scott Cutler），作词：安妮·普里文（Anne Preven） - “”（《梦女孩》插曲）——作曲：亨利·克里格，作词：席依达·盖瑞特 - “”（《赛车总动员》插曲）——词曲：兰迪·纽曼 - “”（《梦女孩》插曲）——作曲：亨利·克里格，作词：威利·雷尔（Willie Reale） |
| 音效剪辑 | 音效 |
| - 《硫磺岛的来信》——阿兰·罗伯特·默里（Alan Robert Murray）和布勃·阿斯曼（Bub Asman）‡ - 《启示》——肖恩·麦科马克（Sean McCormack）和卡米·阿斯加尔（Kami Asgar） - 《血钻》——隆·本德（Lon Bender） - 《父辈的旗帜》——阿兰·罗伯特·默里和布勃·阿斯曼 - 《加勒比海盗2：聚魂棺》——克里斯托弗·博伊斯和乔治·沃特斯二世（George Watters II） | - 《梦女孩》——迈克尔·明克勒、鲍勃·比默和威利·D·伯顿（Willie D. Burton）‡ - 《启示》——凯文·奥康奈尔、格雷格·拉塞尔和费尔南多·卡马拉（Fernando Cámara） - 《血钻》——安迪·尼尔森、安娜·贝尔默和伊万·沙洛克 - 《父辈的旗帜》——约翰·雷茨、大卫·坎贝尔、格雷格·鲁德洛夫和沃尔特·马丁（Walt Martin） - 《加勒比海盗2：聚魂棺》——保罗·梅西、克里斯托弗·博伊斯和李·奥尔洛夫 |
| 艺术指导 | 摄影 |
| - 《潘神的迷宫》——艺术指导：欧亨尼奥·卡巴贝罗（Eugenio Caballero），内部装饰：皮拉尔·里沃尔塔（Pilar Revuelta）‡ - 《梦女孩》——艺术指导：约翰·迈尔（John Myhre），内部装饰：南茜·黑格（Nancy Haigh） - 《特务风云》——艺术指导：珍妮·欧普瓦（Jeannine Oppewall），内部装饰：格雷琴·劳（Gretchen Rau）和莱斯利··罗林斯（Leslie E. Rollins） - 《加勒比海盗2：聚魂棺》——艺术指导：瑞克·海因里希斯（Rick Heinrichs），内部装饰：谢丽尔··卡拉西克（Cheryl A. Carasik） - 《致命魔术》——艺术指导：内森·克劳利（Nathan Crowley），内部装饰：朱莉·奥奇平蒂（Julie Ochipinti） | - 《潘神的迷宫》——吉列尔莫·纳瓦罗（Guillermo Navarro）‡ - 《艷屍案中案》（The Black Dahlia）——维尔莫斯·齐格蒙德（Vilmos Zsigmond） - 《人类之子》——艾曼纽尔·卢贝兹基 - 《魔术师》（The Illusionist）——迪克·波普（Dick Pope） - 《致命魔术》——禾利·费斯达 |
| 化妆 | 服装设计 |
| - 《潘神的迷宫》——大卫·马提（David Martí）和蒙特斯·里比（Montse Ribé）‡ - 《启示》——阿尔多·西诺勒提（Aldo Signoretti）和维托里奥·索达诺（Vittorio Sodano） - 《人生遥控器》——和弘辻（Kazuhiro Tsuji）和比尔·科索（Bill Corso） | - 《绝代艳后》——米莱娜·坎农诺‡ - 《满城尽带黄金甲》——奚仲文 - 《穿普拉达的女王》——帕翠西亚·菲尔德（Patricia Field） - 《梦女孩》——雪伦·戴维斯（Sharen Davis） - 《女王》——索莱塔·博伊尔（Consolata Boyle） |
| 剪辑 | 视觉效果 |
| - 《无间道风云》——塞尔玛·斯昆梅克（Thelma Schoonmaker）‡ - 《通天塔》——道格拉斯·克莱斯（Douglas Crise）和斯蒂芬·米廖内（Stephen Mirrione） - 《血钻》——史蒂芬·罗森布鲁姆（Steven Rosenblum） - 《人类之子》——艾方索·柯朗和阿历克斯·罗德里格兹（Alex Rodríguez） - 《93航班》——克莱尔·道格拉斯（Clare Douglas）、理查德·皮尔逊（Richard Pearson）和克里斯多福·劳斯 | - 《加勒比海盗2：聚魂棺》——约翰·诺尔、哈尔·西克尔（Hal Hickel）、查尔斯·吉布森（Charles Gibson）和艾伦·霍尔（Allen Hall）‡ - 《海神号》（Poseidon）——博伊德·舍米斯（Boyd Shermis）、金·莱布赖里（Kim Libreri）、查兹·贾勒特（Chaz Jarrett）和约翰·弗雷泽（John Frazier） - 《超人归来》——馬克·斯泰森、尼尔·科博尔德（Neil Corbould）、理查德··胡佛（Richard R. Hoover）和乔恩·图姆（Jon Thum） |

### 奥斯卡荣誉奖
- 恩尼奥·莫里科内[21]

### 戈登·E·索耶獎
- Ray Feeney

### 简·赫尔索特人道精神奖
- 雪莉·兰辛[22]

### 提名和获奖大户
| 提名数 | 片名                    |
| ------ | ----------------------- |
| 8      | 《梦女孩》              |
| 7      | 《通天塔》              |
| 6      | 《潘神的迷宫》          |
| 6      | 《女王》                |
| 5      | 《血钻》                |
| 5      | 《无间道风云》          |
| 4      | 《硫磺岛的来信》        |
| 4      | 《阳光小美女》          |
| 4      | 《丑闻笔记》            |
| 4      | 《加勒比海盗2：聚魂棺》 |
| 3      | 《启示》                |
| 3      | 《人类之子》            |
| 3      | 《身为人母》            |
| 2      | 《难以忽视的真相》      |
| 2      | 《赛车总动员》          |
| 2      | 《父辈的旗帜》          |
| 2      | 《穿普拉达的女王》      |
| 2      | 《致命魔术》            |
| 2      | 《93航班》              |

| 获奖数 | 片名               |
| ------ | ------------------ |
| 4      | 《无间道风云》     |
| 3      | 《潘神的迷宫》     |
| 2      | 《难以忽视的真相》 |
| 2      | 《梦女孩》         |
| 2      | 《阳光小美女》     |

## 颁奖和表演嘉宾
以下人士出场颁发了奖项或表演节目：

### 颁奖嘉宾（按出场顺序排列）
| 姓名                                               | 角色                                                |
| -------------------------------------------------- | --------------------------------------------------- |
| 唐·拉方丹 吉娜·塔特尔                              | 第79届奥斯卡颁奖典礼广播员                          |
| 丹尼尔·克雷格 妮可·基德曼                          | 颁发艺术指导奖                                      |
| 玛吉·吉伦哈尔                                      | 引出科技成果奖和戈登·E·索耶奖颁奖片段               |
| 杰克·布莱克 威尔·法瑞尔 约翰·C·赖利                | 颁发化妆奖                                          |
| 艾碧·貝絲琳 贾登·史密斯                            | 颁发动画短片奖和短片奖                              |
| 史蒂夫·卡瑞尔 格雷戈·金尼尔                        | 颁发音效剪辑奖                                      |
| 杰西卡·贝尔 詹姆斯·麦卡沃伊                        | 颁发音效奖                                          |
| 蕾切尔·薇兹                                        | 颁发男配角奖                                        |
| 莱昂纳多·迪卡普里奥 阿尔·戈尔                      | 介绍美国电影艺术与科学学院环境保护计划              |
| 卡梅隆·迪亚茨                                      | 颁发动画长片奖                                      |
| 本·阿弗莱克                                        | 引出由南茜·迈耶斯制作的向编剧致敬片段               |
| 汤姆·汉克斯 海伦·米伦                              | 颁发原著改编奖                                      |
| 艾米莉·布朗特 安妮·海瑟薇                          | 颁发服装设计奖                                      |
| 汤姆·克鲁斯                                        | 向雪莉·兰辛颁发简·赫尔索特人道精神奖                |
| 格温妮斯·帕特洛                                    | 颁发摄影奖                                          |
| 小罗伯特·唐尼 娜奥米·沃茨                          | 颁发视觉效果奖                                      |
| 凯瑟琳·德纳芙 渡边谦                               | 引出由朱赛贝·托纳多雷制作的“60年最佳外语片得主”片段 |
| 凯特·布兰切特 克里夫·欧文                          | 颁发外语片奖                                        |
| 乔治·克鲁尼                                        | 颁发女配角奖                                        |
| 盖尔·加西亚·贝纳尔 伊娃·格林                       | 颁发纪录短片奖                                      |
| 杰瑞·宋飞                                          | 颁发纪录片奖                                        |
| 克林特·伊斯特伍德                                  | 向恩尼奥·莫里科内颁发奥斯卡荣誉奖                   |
| 佩内洛普·克鲁兹 休·杰克曼                          | 颁发原创配乐奖                                      |
| 希德·甘尼斯                                        | 引出介绍学院在电影保存和教育上所做工作的片段        |
| 克斯汀·邓斯特 托比·马奎尔                          | 颁发原著剧本奖                                      |
| 詹妮弗·洛佩兹                                      | 引出原创歌曲奖提名作品“”、“”和“”的现场表演          |
| 奎恩·拉提法 约翰·特拉沃尔塔                        | 颁发原创歌曲奖                                      |
| 威尔·史密斯                                        | 引出迈克尔·曼制作，通过电影了解美国社会生活的片段   |
| 凯特·温丝莱特                                      | 颁发剪辑奖                                          |
| 朱迪·福斯特                                        | 引出纪念去世影人环节                                |
| 菲利普·塞默·霍夫曼                                 | 颁发女主角奖                                        |
| 瑞茜·威瑟斯彭                                      | 颁发男主角奖                                        |
| 弗朗西斯·福特·科波拉 乔治·卢卡斯 斯蒂芬·斯皮尔伯格 | 颁发导演                                            |
| 黛安·基顿 杰克·尼科尔森                            | 颁发最佳影片奖                                      |

### 表演嘉宾（按出场顺序排列）
| 姓名                                                             | 角色     | 表演                                |
| ---------------------------------------------------------------- | -------- | ----------------------------------- |
| 威廉·罗斯                                                        | 音乐编排 | 管弦乐                              |
| 皮洛伯洛斯舞团                                                   | 表演者   | 对电影片名及标志作出诠释性的表演    |
| 杰克·布莱克 威尔·法瑞尔 约翰·C·赖利                              | 表演者   | “”                                  |
| 史蒂夫·西德维尔 音效合唱团                                       | 表演者   | 电影音效表演                        |
| 兰迪·纽曼 詹姆士·泰勒                                            | 表演者   | 《赛车总动员》插曲“”                |
| 梅莉莎·埃瑟里奇                                                  | 表演者   | 《难以忽视的真相》插曲“”            |
| 席琳·狄翁                                                        | 表演者   | 在纪念恩尼奥·莫里科内的片段中演唱“” |
| 詹妮弗·哈德森 碧昂丝·诺尔斯                                      | 表演者   | 《梦女孩》插曲“”                    |
| 詹妮弗·哈德森 碧昂丝·诺尔斯                                      | 表演者   | 《梦女孩》插曲“”                    |
| 詹妮弗·哈德森 碧昂丝·诺尔斯 基斯·罗宾逊（Keith Robinson） 阿尼卡·诺尼·罗斯（Anika Noni Rose） | 表演者   | 《梦女孩》插曲“”                    |

## 典礼资讯

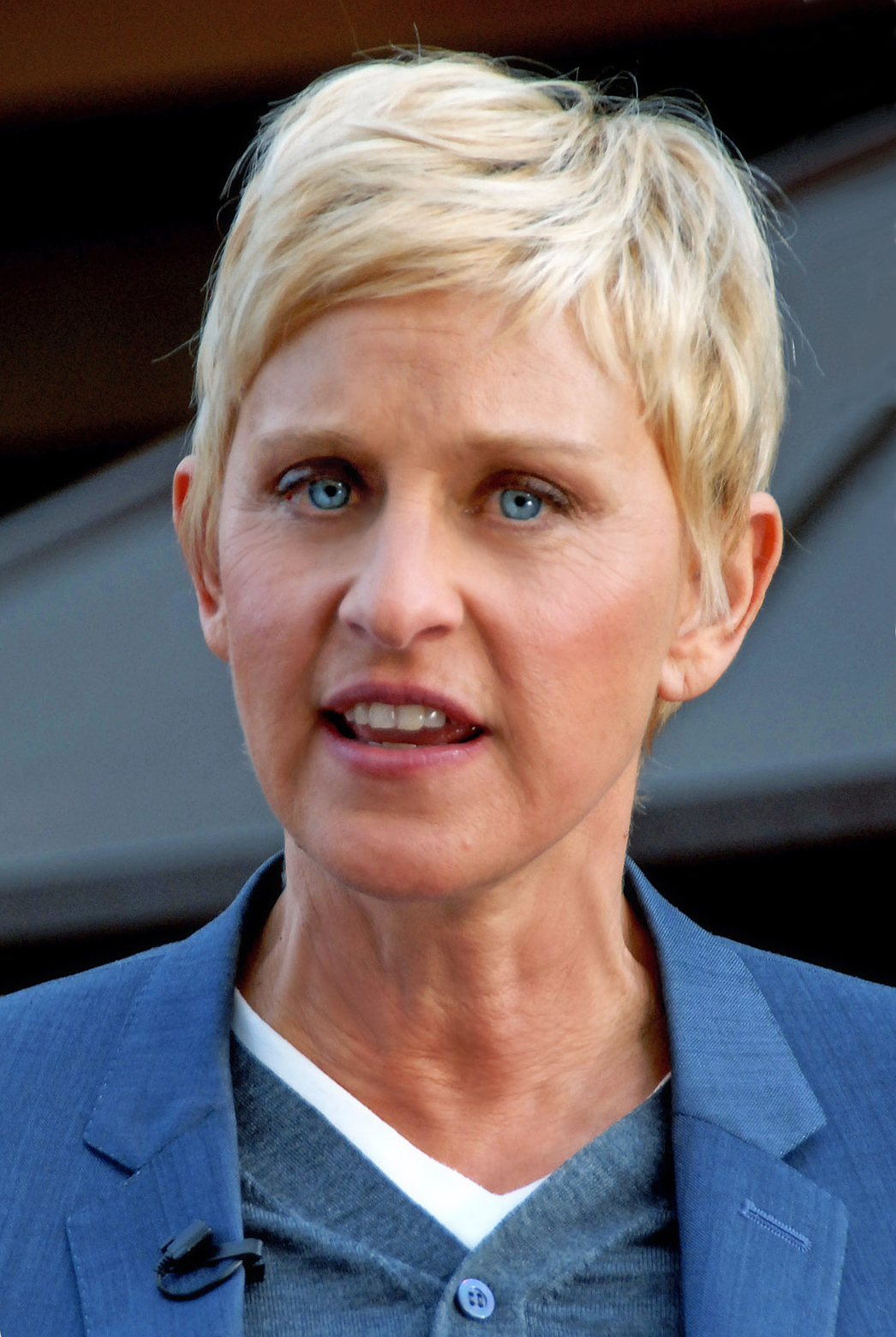
艾伦·德杰尼勒斯担任第79届奥斯卡颁奖典礼主持人

由于之前几届颁奖典礼收视率有所下滑，美国电影艺术与科学学院试图对节目作出变革，重燃观众对提名电影的兴趣。2006年9月，学院选择制片人劳拉·泽斯金负责本届晚会的制作，这也是她第二次担任奥斯卡颁奖典礼的制作人。近三个月后，曾在2001至2005年间三度主持黄金时段艾美奖的女演员艾伦·德杰尼勒斯获选成为颁奖典礼的主持人。泽斯金在接受《洛杉矶时报》采访时表示，她是因为相信德杰尼勒斯一定能够在节目收视率上有所助益而做此决定的，她在各个族群中都吃得开，也受到很大范围观众群的青睐。学院主席甘尼斯也称赞德杰尼勒斯精力充沛，既聪明又爽朗。
美国电影艺术与科学学院将这个夜晚的主题定为电影对白的庆典。为了配合这一主题，广告代理商设计了晚会的官方海报，其上包含有75句来自不同奥斯卡提名和获奖电影中的台词。电影人史派克·李制作了一段预告片，其中展示了许多纽约周边平常百姓把一些知名电影台词脱口而出的情景。晚会期间播放了导演南茜·迈耶斯制作的一段视频片段，其中向剧作家的工作致敬，对他们在电影事业中的贡献表示敬意。
电视直播期间，美国前副总统，环保活动人士阿尔·戈尔和获男主角奖提名的演员莱昂纳多·迪卡普里奥宣布，学院将在颁奖典礼中融入多项有关环境和生态意识的内容。由弗兰克·韦伯（Frank Webb）和马修·怀特（Matthew White）设计，供颁奖嘉宾和获奖者在后台休息的《建筑文摘》（Architectural Digest）演员休息室中，就包含有多项环保特色，例如用回收塑料瓶制作的地毯，没有使用任何挥发性有机化合物染料绘制的墙壁等。其他环保方面的举措还包括：使用混合动力电动汽车向晚会嘉宾提供运输服务，利用回收纸制作选票和邀请函，在主席大厅提供的膳食配备的是可重复使用的盘子和可生物降解的餐具。
另外还有多人参与了颁奖典礼的制作。威廉·罗斯（William Ross）担任晚会的音乐总监。J·迈克尔·里瓦（J. Michael Riva）设计制作了新的舞台和布景。配音演员唐·拉方丹（Don LaFontaine）和吉娜·塔特尔（Gina Tuttle）一起获聘成为颁奖典礼的电视广播员。男演员格雷格·沃恩与《幸运》（Lucky）杂志专栏作家阿利森·沃特曼一起在奥斯卡金像奖网站上主持每周一期的幕后视频博客《奥斯卡之路》（Road to the Oscars）。皮洛伯洛斯舞团成员现场表演了对获提名电影片名及镜头加以诠释的特别节目。杰克·布莱克、威尔·法瑞尔和约翰·C·赖利三位男演员表演了一段轻快的歌舞曲目，该曲目由导演贾德·阿帕图和作曲家马克·施艾曼（Marc Shaiman）共同创作，对奥斯卡金像奖不重视喜剧的现象加以嘲讽。音效合唱团经音乐家史蒂夫·西德维尔（Steve Sidwell）指挥，在现场播放一段经典电影蒙太奇时表演了一段嗓音音效。晚会开场时播放了一段由纪录片导演埃洛·莫里斯制作的片段，其中有多位获得提名的电影人对提名的意义加以探讨。意大利导演朱賽貝·托納多雷制作了一段向过去获得过外语片奖电影致敬的片段。电影制作人麦克尔·曼还制作了一段从电影中了解美国社会生活的视频片段。

### 提名电影票房表现
截至1月23日提名公布时，全部5部获最佳影片奖提名电影的总计票房收入为2亿4365万2345美元，平均每部4873万零469美元。其中《无间道风云》以1亿2175万6022美元位居榜首，其后分别是收入5959万4615美元的《阳光小美女》，进账3586万8000美元的《女王》，收入2383万8933美元的《通天塔》和进账259万4775美元的《硫磺岛的来信》。
在2006年美国电影票房50强中，有9部电影获得了共计29项提名。其中《当幸福来敲门》（第12名）、《波拉特》（第15名）、《穿普拉达的女王》（第16名）、《无间道风云》（第17位》和《梦女孩》（第28位）获得了最佳影片、导演、动画长片或是任意一项演员、编剧类奖项提名。另外4部获提名的电影分别是《加勒比海盗2：聚魂棺》（冠军）、《赛车总动员》（亚军）、《超人归来》（第6名）和《快乐的大脚》（第8名）。

### 专业评价
本场晚会所获媒体评价褒贬不一。一些媒体的评价较为负面，例如《旧金山纪事报》的蒂姆·古德曼哀叹节目漫长而平淡，臃肿且无聊。他指出，人们收看奥斯卡颁奖典礼时往往期待看到流行且单刀直入的幽默，但主持人德杰尼勒斯的幽默风格却是含蓄且散漫的，所以不符合观众的预期。《丹佛邮报》（The Denver Post）电视评论员乔安妮·奥斯特鲁夫（Joanne Ostrow）则认为，这总体上是一场“无害且让人愉快”的晚会，“但却几乎完全没有兴奋点，德杰尼勒斯忘记了奥斯卡颁奖典礼主持人的首要原则：这不是真的让你来主持。好莱坞最盛大的夜晚（也是电视上第二盛大的夜晚，仅次于超级碗）应该是一场电影的庆典”。《华盛顿邮报》专栏作家汤姆·谢尔斯（Tom Shales）认为德杰尼勒斯的表现还过得去，但批评节目总体进展缓慢，节奏有欠连贯，并且时间实在太长，感觉就是一种折磨。
其它媒体对节目的评价更为正面。《纽约时报》专栏作家亚历山德拉·斯坦利（Alessandra Stanley）称赞了主持人的表现，称她“（虽说）脸皮甚厚，但心地善良，远不像去年的乔恩·斯图尔特和2005年的克里斯·洛克那么尖酸刻薄。”斯坦利还称，德杰尼勒斯的主持风格给这个花哨的周日带来了星期五的休闲感。《圣路易斯邮报》（St. Louis Post-Dispatch）电视评论员盖尔·潘宁顿（Gail Pennnington）称赞主持人德杰尼勒斯和制片人泽斯金把这个夜晚变成了“一场乐观的庆祝活动，也是多年来最具娱乐性的奥斯卡颁奖典礼”。《洛杉矶每日新闻》（Los Angeles Daily News）电视栏目主编戴夫·克朗克（Dave Kronke）对主持人的表现予以高度评价，称她在段子上选材上佳，态度和蔼可亲，让这个夜晚不仅成为获奖者的庆祝活动，更令所有提名人都能够乐在其中。

### 收视率和奖项
本届颁奖典礼通过美国广播公司在美国直播，其播出时段里平均有3992万观众收看，与前一年相比提高了2.5%，而所有曾观看部分时段节目的观众总数则估计有7672万。从尼尔森收视率调查的数据看，节目的表现也好过去年，吸引了23.6%的人群收看，收视率达到38.86%。此外节目也在18至49岁年龄段观众群中收获了14.18 / 33.71的收视率，这意味着全美所有18至49岁年龄段人群里有14.18%观看了颁奖典礼，而当时有看电视的该年龄段观众群中则有33.71%选择收看这个节目。
2007年7月，颁奖典礼获得了第59届黄金时段艾美奖的9项提名，并在两个月后赢得了最佳艺术指导奖和最佳音乐指导奖。

## 纪念
奥斯卡颁奖典礼上一年一度的“纪念”致敬环节旨在纪念过去一年中逝世的业内人士，本场晚会上的这一环节由女演员朱迪·福斯特引出，纪念了以下人士：
| - 格伦·福特 - 布鲁诺·柯比（Bruno Kirby） - 阿莉达·瓦莉（Alida Valli） - 贝蒂·康登（Betty Comden） - 简·怀亚特 - 唐·诺茨（Don Knotts） - 莱德·巴顿斯 - 吉洛·彭特克沃（Gillo Pontecorvo） - 达伦·麦克加文（Darren McGavin） - 理查德·弗莱彻（Richard Fleischer） - 斯文·尼科维斯特（Sven Nykvist） - 约瑟夫·巴伯拉 - 塔玛拉·多布森（Tamara Dobson） - 格雷琴·劳 - 琼·阿利森 - 哥頓·派克斯 - 菲利浦·诺瓦雷 | - 瑪倫·斯塔普萊頓 - 杰克·瓦尔德（Jack Wild） - 文森特·舒曼（Vincent Sherman） - 詹姆斯·杜汉 - 今村昌平 - 卡洛·蓬蒂 - 彼得·博伊尔（Peter Boyle） - 詹姆斯·格伦农（James Glennon） - 西德尼·谢尔顿 - 杰克·帕兰斯（Jack Palance） - 岩松信 - 杰克·瓦尔登（Jack Warden） - 巴索·普列多斯（Basil Poledouris） - 亨利·邦斯提德（Henry Bumstead） - 杰伊·普莱森·艾伦（Jay Presson Allen） - 罗伯特·奥特曼 |

纪念视频播放前，福斯特还短暂地怀念了两星期前刚刚去世的选角导演，奥斯卡奖得主兰迪·斯通。